# Йерихонска роза
Йерихонската роза (Selaginella lepidophylla, синоним Lycopodium lepidophyllum) е вид пустинно растение от семейство спикемоси (Selaginellaceae), родом от пустинята Чиуауа.

## Названия
Йерихонската роза („роза на Йерихон“) е известна като „възкръсващо растение“, заради своята способност да оцелява почти при пълно изсушаване. По време на сухо време в родното му местообитание, стъблата му се извиват в стегната топка, като се разплитат само когато са изложени на влага.
Останалите често срещаните имена на това растение включват „каменно цвете“, „фалшива роза на Йерихон“, „роза на Йерихон“, „възкръсващ мъх“, „растение динозавър“, „siempre viva“ („вечно живо“) и „doradilla“.
Selaginella lepidophylla не трябва да се бърка с Anastatica. И двата вида са „възкресващи растения“ и са изсъхващи плевели. Те споделят общото име „роза на Йерихон“, във връзка с библейския град Йерихон, който постоянно се преражда от пепелта си. По подобен начин, способността на S. lepidophylla за съживяване при рехидратация ѝ позволява да се възкреси и възобнови растежа си след дълги периоди на суша.

## Описание
Външните стъбла на Йерихонската роза се огъват в кръгли пръстени след сравнително кратък период без вода. Вътрешните стъбла вместо това се извиват бавно в спирали в отговор на десикацията, поради действието на градиента на деформация по дължината им. Растението достига максимална височина от 5 см.
Поразителната особеност на Йерихонската роза е адаптирането ѝ към условията на продължителна суша в естествената ѝ среда. Растението е развило физиологичната стратегия за изсушаване и навиване навътре при липса на вода, образувайки топка, като така може да оцелее до няколко години и да загуби до 95% от съдържанието си на влага, без да претърпи щети.
Когато влажността на земята и въздуха започне отново да се повишава, дори значително време след като е увехнало, растението „реанимира“. Ако е рехидратирано, то продължава своя жизнен цикъл, като напълно възстановява способностите си за фотосинтеза и растеж. Когато се изсушава, вкоренените му листа стават кожени в основата, като изглеждат тъмнокафяви или светло до червеникавокафяви.
Сухата топка се отваря няколко часа след поставянето ѝ в контакт с вода, изсъхналите листа постепенно възобновяват зеления си цвят. Ако корените не са твърде повредени, растението може да оцелее в пуцоланова пепел. Колкото и да е изсушено или повредено, поради особената биологична структура на листата си, растението запазва способността да попива вода и да се разгръща дори много години след смъртта си.
Растението влиза в състояние на покой в отсъствие на вода, избягвайки увреждането на тъканите и клетките по време на сушене чрез синтезиране на трехалоза, кристализирана захар, която действа като съвместимо разтворимо вещество. Разтворените соли се концентрират в растителните тъкани, когато водата се изпарява. Трехалозата, произведена от растението, действа на мястото на изпаряващата се вода, като по този начин предпазва солите да причинят щети и предпазва от смърт поради излишък от соленост. Йерихонската роза използва и бетаини, вещества, които имат същата функция като трехалозата.
След като водата се възстанови в растителните тъкани, кристалите на захарта се разтварят и метаболизмът на растението, дотогава парализирано, се активира отново. Листата, които изглеждаха мъртви, стават зелени и се отварят.

## Приложения
Йерихонска роза се продава като новост – нещо особено и непознато, под формата на голи коренни запаси в сухо състояние, които може да се съживят само с малко вода.
Способността на растението да преживява екстремното изсушаване е отбелязано от испанските мисионери, когато стигнат до Новия свят, включително и в района на днешен САЩ. Мисионерите използват растението, за да демонстрират пред местните хора концепцията за прераждане. Поради свойствата си, Йерихонската роза се е смятала за талисман и се предавала в семейства от поколение на поколение.
Йерихонската роза се е използва като билково лекарство. Инфузията се прави чрез накисване на супена лъжица изсушен материал в гореща вода, а полученият чай се използва като антимикробно средство за лечение на настинки и болки в гърлото.
В Мексико Йерихонската роза се продава като диуретик. Жените пият водата, в която е накиснато растението, за да се улесни раждането. Скоростта, с която растението цъфти във водата, се тълкува като индикация дали раждането ще бъде лесно или трудно.
Растението се използва и в обредите на вуду и кубинска сантерия, за да се позове на любов и богатство. Твърди се, че растението абсорбира „отрицателната енергия“, когато се носи по тялото.

## Галерия
- Изсушено и навито на топка растение
- Разлика между сухо и напоено във вода 6 часа растение (вдясно)
- „Възродено“ растение
- „Възродено“ растение